# Richard Hunt (Puppenspieler)
Richard Hunt (* 16. August 1951 in New York City; † 7. Januar 1992 in Manhattan, New York City) war ein US-amerikanischer Puppenspieler, Schauspieler und Fernsehregisseur.

## Leben
Ab 1972 wirkte Hunt als Puppenspieler in der Sesamstraße (im Original Sesame Street) mit. Dort spielte er unter anderem die Figuren „Denkedran Jost“ (Forgetful Jones) „Blaffido Flamingo“ (Placido Flamingo) und „Don Schnulze“ (Don Music).
In der Muppet Show spielte Hunt unter anderem Statler, Scooter, Janice, Sweetums und Wayne. In der Serie Die Fraggles spielte er die Hauptfiguren „Junior Gorg“ und „Gunge“.
Richard Hunt starb 1992 an AIDS. Der Film Die Muppets-Weihnachtsgeschichte wurde ihm und dem 1990 verstorbenen Jim Henson gewidmet.